# Lasiurus intermedius
Lasiurus intermedius is een zoogdier uit de familie van de gladneuzen (Vespertilionidae). De wetenschappelijke naam van de soort werd voor het eerst geldig gepubliceerd door H. Allen in 1862.

## Voorkomen
De soort komt voor in Belize, Costa Rica, El Salvador, Guatemala, Honduras, Mexico en de Verenigde Staten.